# Ben White (ambientalista)
Ben White (Benjamin Lewis White, Jr; 3 de setembro de 1951 - 30 de julho de 2005) foi um arborista, ambientalista, defensor dos direitos dos animais e ativista dos direitos dos nativos americanos. Um documentário da PBS Frontline de 1997 descreveu-o como "um guerrilheiro contra a exploração animal".
White trabalhou com a Sea Shepherd Conservation Society, a In Defense of Animals, e o Animal Welfare Institute. Ele co-fundou a Cetacean Freedom Network.
Recebeu o Lifetime Achievement Award da organização In Defense of Animals.